# Divine Intervention Tour
Divine Intervention Tour — концертный тур американской певицы и актрисы Бетт Мидлер. Тур начался 8 мая 2015 года в Голливуде, Флорида, и завершился 19 июля 2015 года в Лондоне, Англия. Турне проходило по городам США, Канады и Великобритании.
Это было первое мировое турне Мидлер более чем за десять лет и посвящено оно было продвижению альбома It’s the Girls!, вышедшего в октябре 2014 года.

## Отзывы
Дэвид Уорнер из Creative Loafing Tampa сказал о шоу в Тампе: «… дерзость, непринужденность, громкий звук и беззастенчивые эмоции были в такой превосходной форме, что вы не могли не удивляться: сколько лет этой женщине?» В журнале Rolling Stone назвали «мощным» и «непристойным». Малина Савал из Variety отметила: «В 69 лет, с ногами, как у The Rockettes, и голосом, глубоким и гладким, как бархат, Мидлер — такое харизматичное чудо, что жаль, что она не баллотируется в президенты».

## Сет-лист
1. «Divine Intervention»
2. «I Look Good»
3. «I’ve Still Got My Health»
4. «Tenderly»
5. «Throw It Away»
6. «Be My Baby»
7. «Tell Him»
8. «He’s Sure the Boy I Love»
9. «Da Doo Ron Ron»
10. «Bei Mir Bist du Schön»
11. «Waterfalls»
12. «Teach Me Tonight»
13. «Everybody Knows»
14. «I Think It’s Going to Rain Today»
15. «I Put a Spell on You»
16. «Optimistic Voices»
17. «Bird in the Hand»
18. «Beast of Burden»
19. «Spring Can Really Hang You Up the Most»
20. «Miss Otis Regrets»
21. «The Rose»
22. «From a Distance»
23. «Stay With Me»
24. «Wind Beneath My Wings»
25. «Boogie Woogie Bugle Boy»